# ترجمان (الدولة العثمانية)

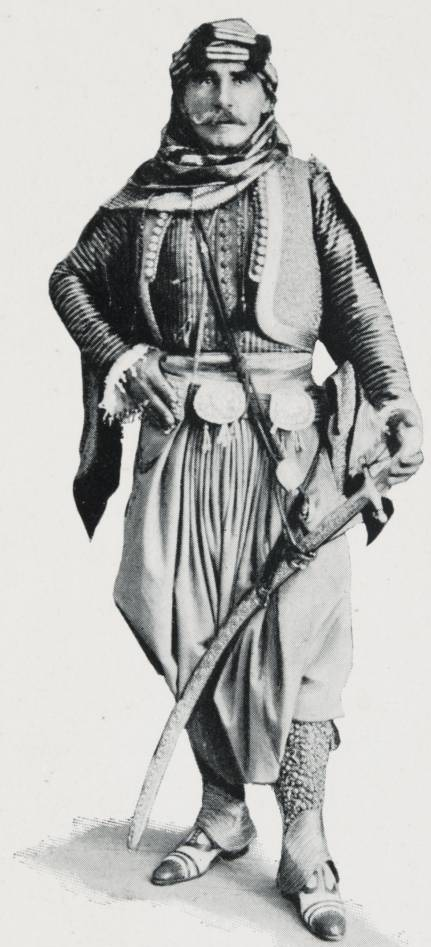
ترجمان في مصر 1906م

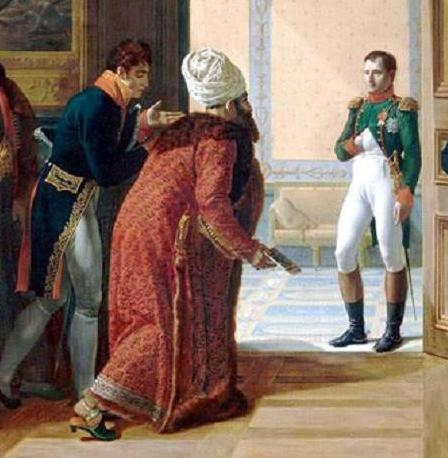
بيار اميدي جوبير (على اليسار)، ترجمان نابليون.

الترجمان (وجمعه تراجمة) كان مترجم فوري وللمراسلات، ودليل رسمي بين البلاد المتحدثة بلغات أهمها التركية والعربية والفارسية واللغات الأوروبية، وأيضا البعثات الأوروبية والتجار، وبرزت هذه المهنة في الدولة العثمانية واحتلها في الأساس اليونانيون.